# Mirabel-aux-Baronnies
Mirabel-aux-Baronnies (occitanska: Mirabèu) är en kommun i departementet Drôme i regionen Auvergne-Rhône-Alpes i sydöstra Frankrike. Kommunen ligger i kantonen Nyons som tillhör arrondissementet Nyons. År 2022 hade Mirabel-aux-Baronnies 1 514 invånare.

## Befolkningsutveckling
Antalet invånare i kommunen Mirabel-aux-Baronnies
Referens:INSEE